# Juniperus formosana
Juniperus formosana är en cypressväxtart som beskrevs av Bunzo Hayata. Juniperus formosana ingår i släktet enar, och familjen cypressväxter. IUCN kategoriserar arten globalt som livskraftig. Utöver nominatformen finns också underarten J. f. formosana.

## Bildgalleri

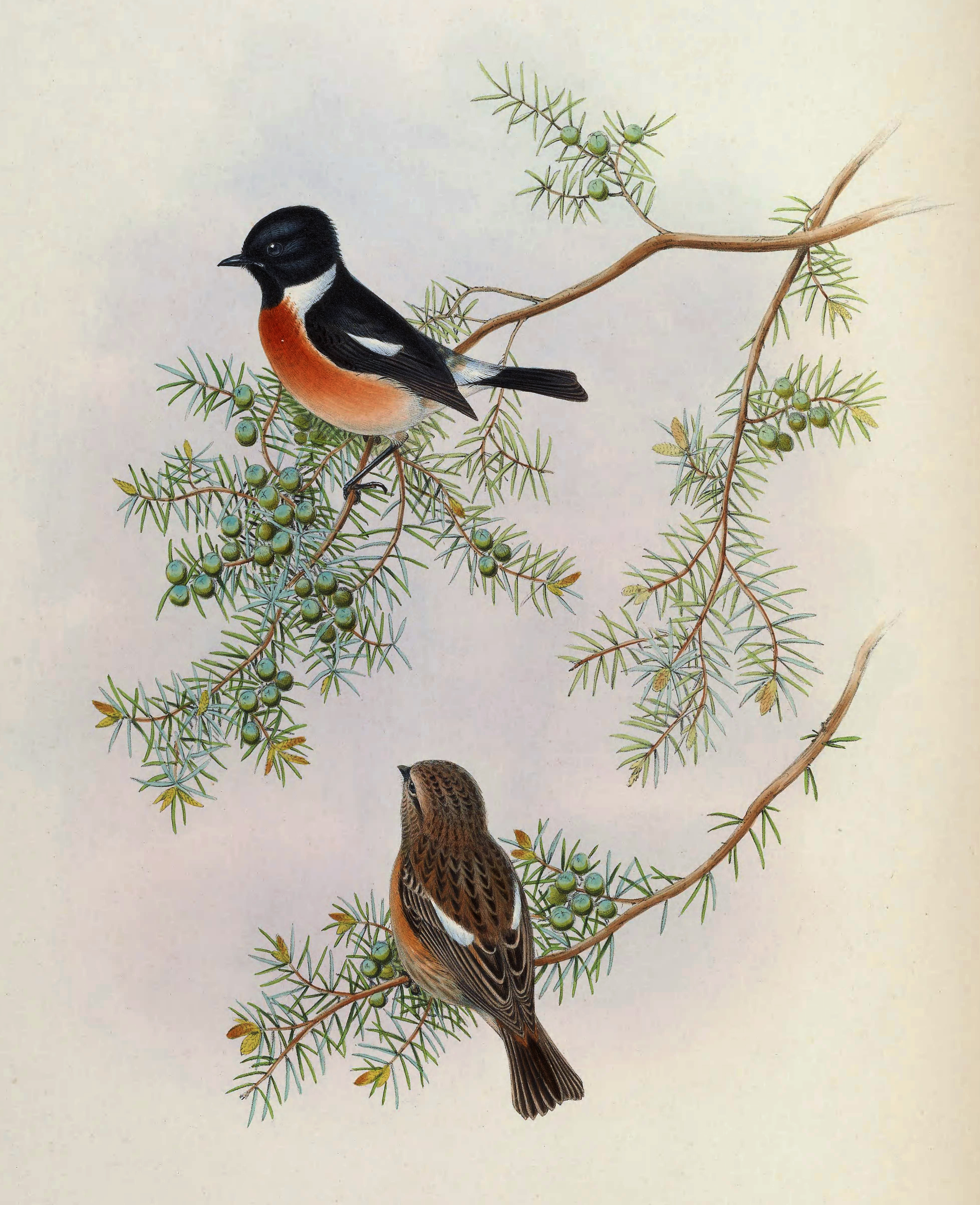